# Elymus spicatus
Pseudoroegneria spicata là một loài thực vật có hoa trong họ Hòa thảo. Loài này được (Pursh) Gould mô tả khoa học đầu tiên năm 1947.

## Hình ảnh

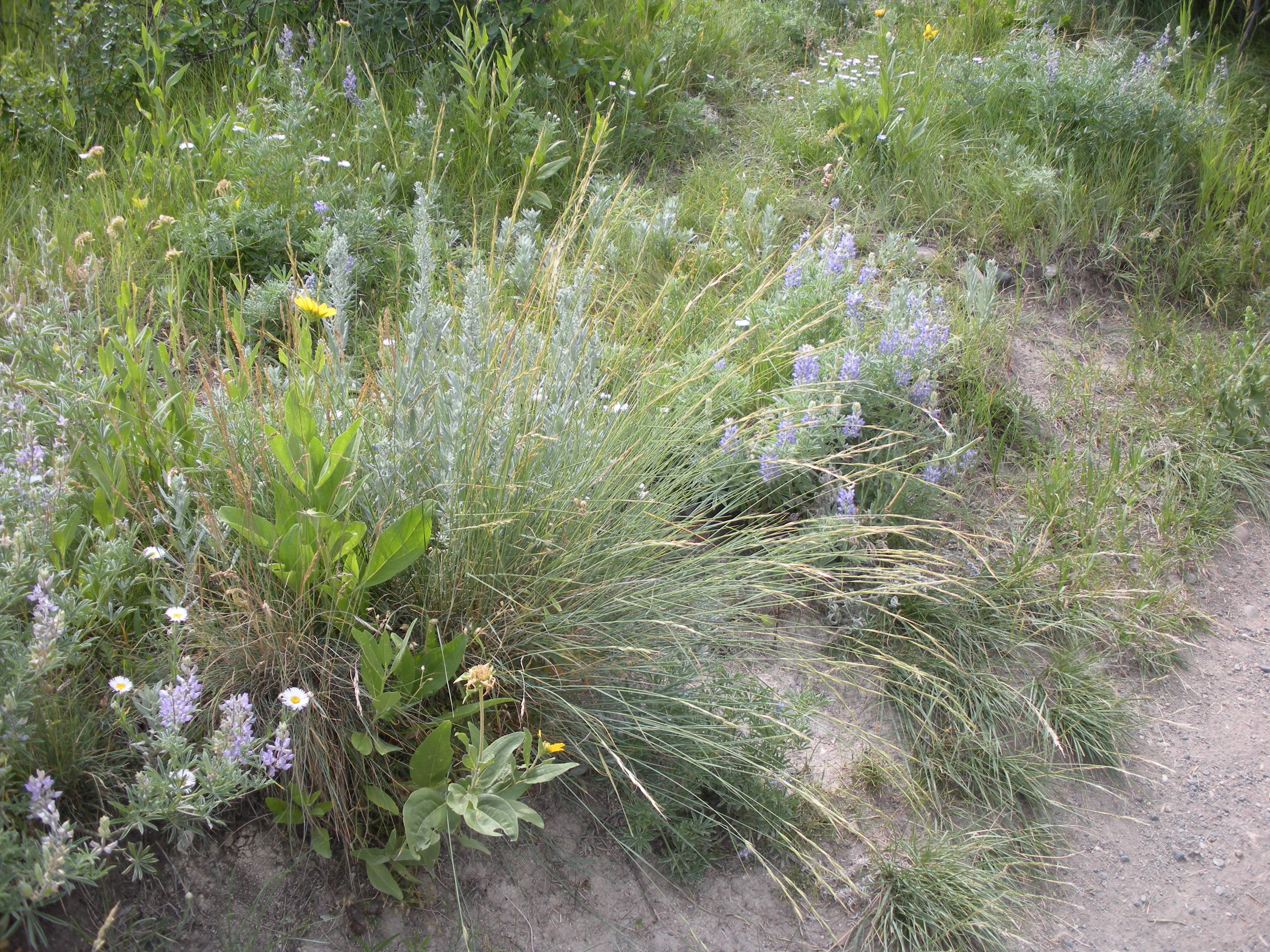
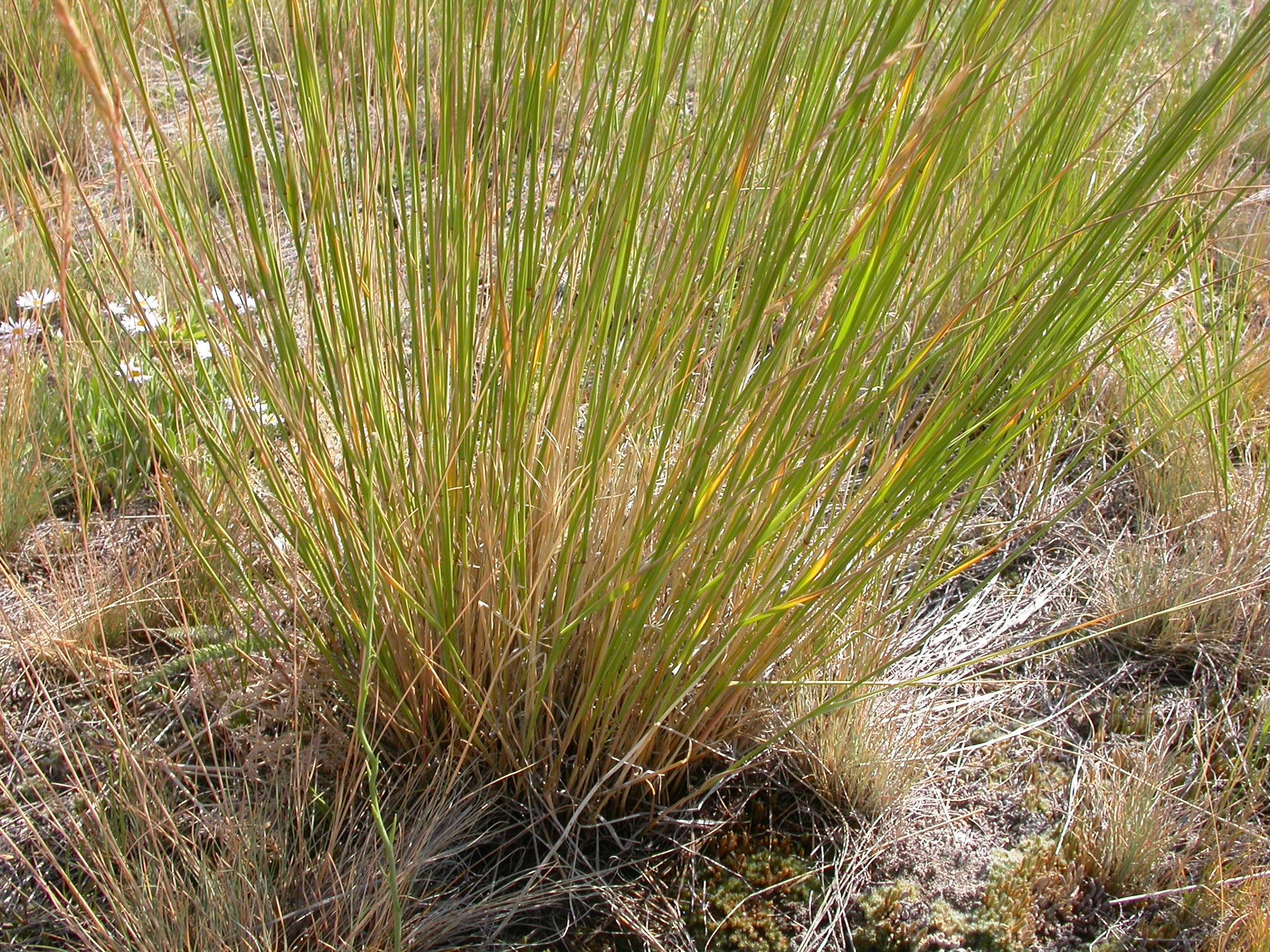
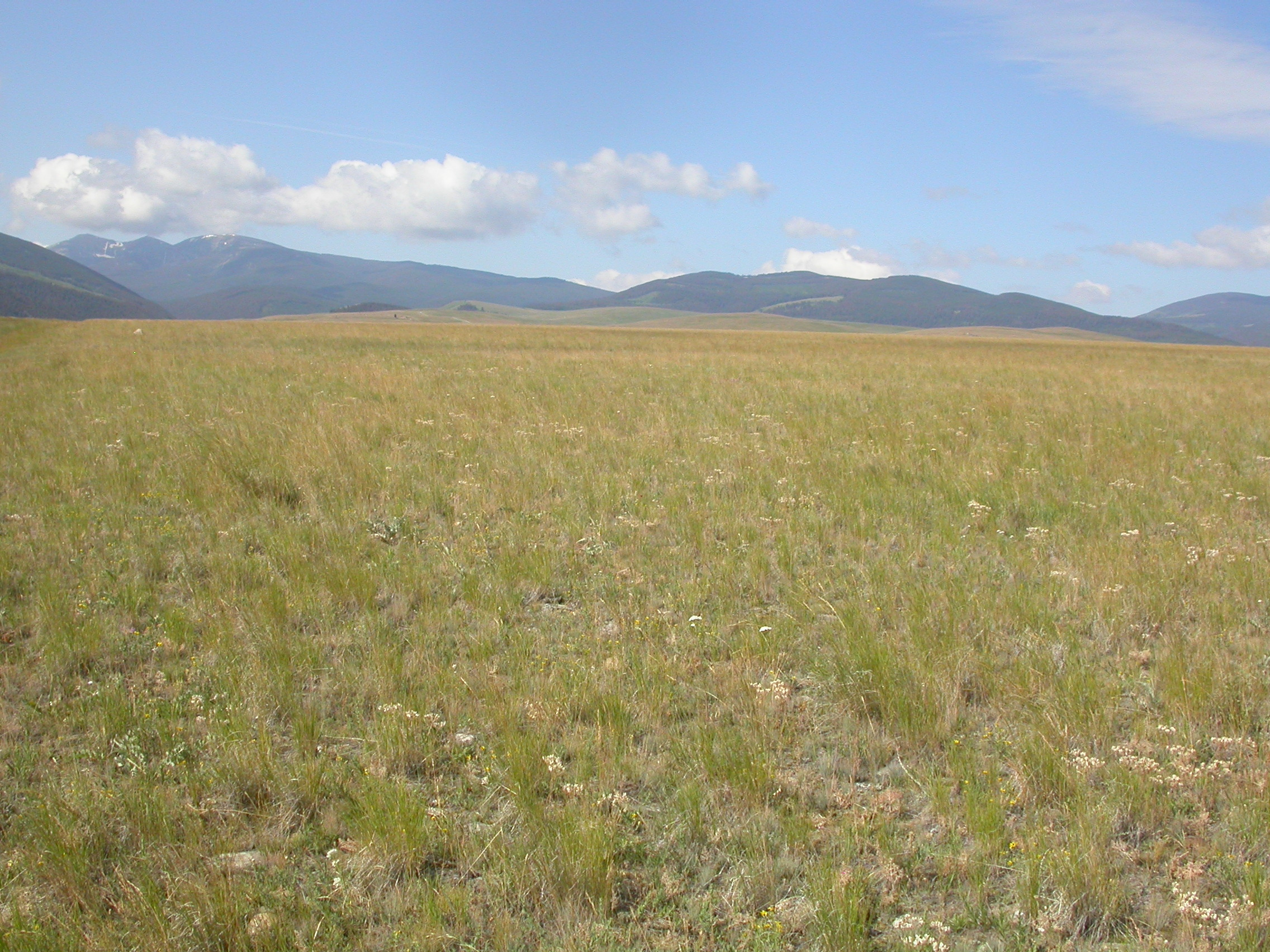
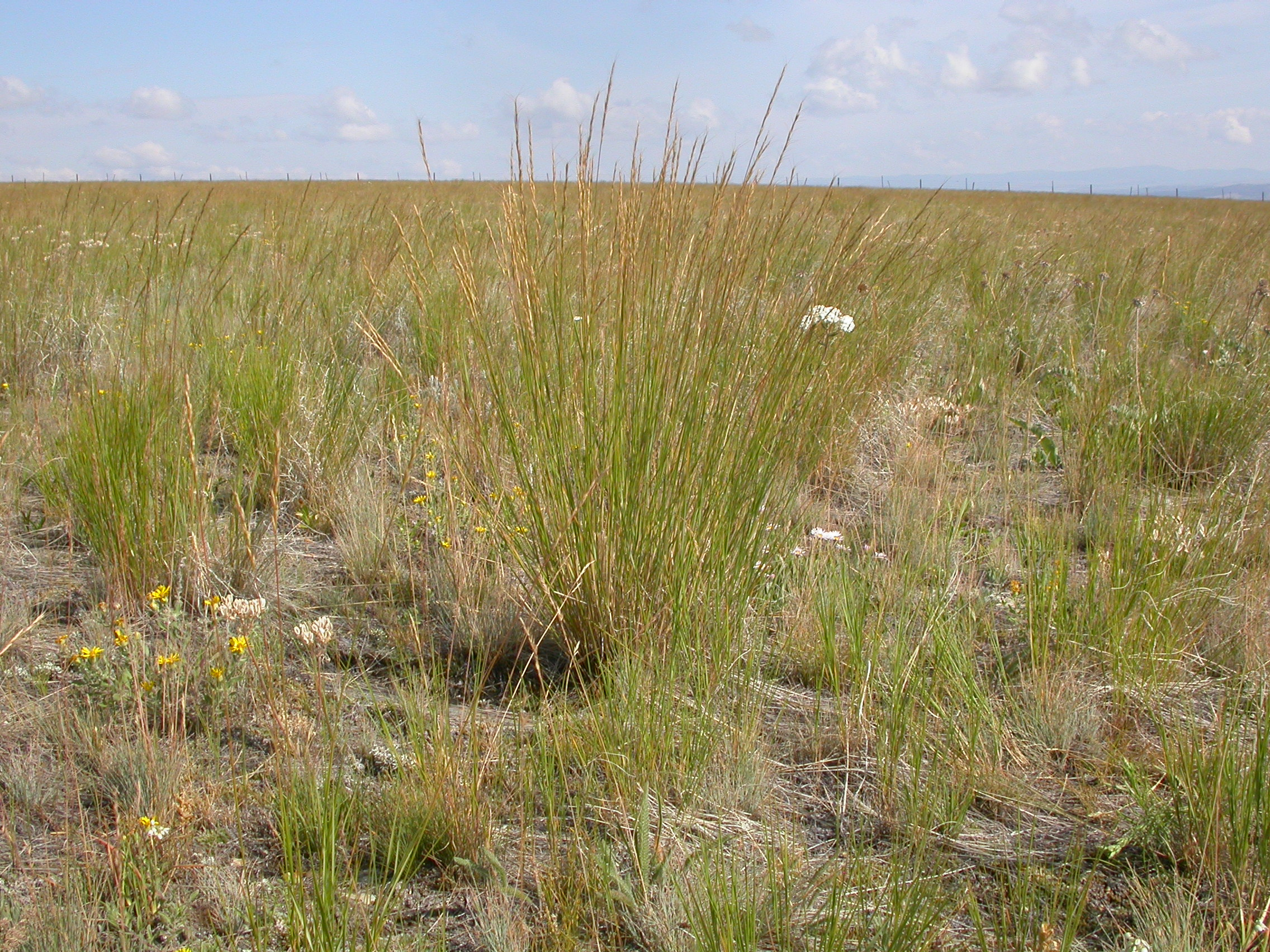